# Ozius verreauxii
Ozius verreauxii is een krabbensoort uit de familie van de Oziidae. De wetenschappelijke naam van de soort is voor het eerst geldig gepubliceerd in 1853 door Saussure.